# Anthocharis euphenoides
Anthocharis euphenoides es un lepidóptero ropalócero de la familia Pieridae. (Staudinger, 1869).

## Distribución
Habita la península ibérica incluida Andorra, otros puntos de Francia (desde Alto Garona hasta el Macizo Central y Provenza), en Ticino en Suiza y en varios puntos de Italia (muy local: Lacio, Abruzzi). Ausente al noroeste de Portugal. Está presente de 0 a 1800 m.

## Morfología
La oruga es gris azulado con pequeñas manchas negras brillantes excepto una franja por encima de los espiráculos que es únicamente blanca hacia gris azulado punteada de negro. Presenta una línea dorsal amarilla. La parte inferior de la oruga también es amarilla. Recubierta de una pilosidad corta y escasa.
El imago presenta variación de coloración entre ambos sexos. El macho es amarillo limón con una prominente mancha naranja al ápice alar culminada por una zona marrón. La hembra, en cambio, es blanca con una mancha en el ápice naranja y marrón y una mancha negra en las alas anteriores. Reverso de las alas posteriores amarillo con manchas verdes oliva en los dos sexos.

## Hábitat
Áreas secas con flores, normalmente cálidas; márgenes de campos de cultivo. La oruga se alimenta de Biscutella, preferentemente de Biscutella laevigata y Biscutella auriculata.

## Periodo de vuelo
Vuela en una única generación entre abril y julio. En algunas localidades a partir de marzo. Hibernación como pupa sobre plantas muertas.